# أندي جونز (لاعب كرة قدم)
أندي جونز (بالإنجليزية: Andy Jones)‏ (9 يناير 1963 في المملكة المتحدة - ) هو لاعب كرة قدم بريطاني في مركز الهجوم. شارك مع منتخب ويلز لكرة القدم. أما مع النوادي، فقد لعب مع بورت فايل وتشارلتون أثلتيك ونادي بالا تاون ونادي بريستول سيتي ونادي بورنموث ونادي ريكسهام ونادي ريل ونادي ليتون أورينت وهافانت أند ووترلوفيل ونادي بول تاون.

## وصلات خارجية
- أندي جونز على موقع الاتحاد الأوربي (الإنجليزية)
- أندي جونز على موقع قاعدة بيانات كرة القدم.إي يو (الإنجليزية)
- أندي جونز على موقع ناشيونال فوتبول تيمز (الإنجليزية)
- أندي جونز على موقع Soccerbase.com (لاعب) (الإنجليزية)